# Groveton, New Hampshire
Groveton är en ort (census designated place) i Coos County i delstaten New Hampshire, USA med cirka 1 197 invånare (2000).